# 源頼成 (摂津源氏)
源 頼成（みなもと の よりなり、生没年不詳）または多田頼成は、平安時代末期から鎌倉時代初期にかけての武将。源仲綱の三男。摂津源氏の後胤源頼政の孫。官職は従五位下、和泉守。

## 生涯
六条天皇の頃（1165年 - 1168年）、美濃国嶋田村（岐阜県養老町）に移住。御田代（神田）を備えた國津明神（田代神社）を深く崇敬し、「田代冠者頼成」と自称した。
頼政・仲綱らが以仁王と共に挙兵して討ち死にした時には知行国に滞在していたため、難を逃れる。
寿永元年（1182年）、源頼朝の命により土佐国の蓮池家綱・平田俊遠掃討におもむき、源義経の与力となった兄の有綱に追従した。のちに頼朝が下した義経追討により有綱が討たれると、兄弟の成綱、広綱（頼政の三男で仲綱の養子）と甥の宗仲（宗綱の長男）、叔父の国政（頼政の従兄弟で養子）、頼兼（頼政の二男）らと那須塩原に逃れた。頼朝の死後は追捕を許され、幕臣となる。
子孫は南北朝時代に征西将軍懐良親王の護衛として越後新田氏と共に九州に渡った。

## 系譜
- 祖父：源頼政
- 父：源仲綱
- 母：不詳
- 兄弟
- 源宗綱
- 源有綱
- 源成綱
- 源頼季
- 妻：不詳